# O Cantor e o Milionário
O Cantor e o Milionário é um filme brasileiro de comédia de 1958, dirigido por José Carlos Burle e escrito por ele e Plínio Campos, inspirado no texto Avatar de Theophile Gautier.

## Sinopse
Dois homens bem distintos, um cantor brincalhão e um banqueiro boa pinta, unidos pelo amor à esposa do segundo, se submetem a uma troca de personalidades provocada por um médico psicanalista.

## Elenco[2]
- Anselmo Duarte como Tito Lívio
- Luís Delfino como Roberto
- Marlene  como Irene
- Eva Wilma como Laura
- Myriam Pérsia como Elizabeth
- Felipe Wagner como Drummond
- Maria Helena Dias como Garota Vamp
- Paulo Goulart como Paulo
- José Carlos Burle como Mordomo

## Prêmios e Indicações
| Ano  | Premiação                                                   | Categoria      | Recipiente        | Resultado | Ref.  |
| ---- | ----------------------------------------------------------- | -------------- | ----------------- | --------- | ----- |
| 1958 | Prêmio Governador do Estado                                 | Melhor Atriz   | Eva Wilma         | Venceu    | [ 1 ] |
| 1958 | Prêmio Governador do Estado                                 | Melhor Roteiro | José Carlos Burle | Venceu    | [ 1 ] |
| 1958 | Festival de Maringá                                         | Melhor Ator    | Anselmo Duarte    | Venceu    | [ 1 ] |
| 1958 | Prêmio Associação Brasileira dos Cronistas Cinematográficos | Melhor Atriz   | Eva Wilma         | Venceu    | [ 1 ] |